# Iso Hautasaari (ö i Birkaland)
Iso Hautasaari är en ö i Finland. Den ligger i sjön Längelmävesi och i kommunen Kangasala i den ekonomiska regionen Tammerfors och landskapet Birkaland, i den södra delen av landet, 150 km norr om huvudstaden Helsingfors. Öns största längd är 10 meter i sydöst-nordvästlig riktning.